# Demenkî, Kobeleakî
Demenkî (în ucraineană Деменки) este un sat în comuna Vilhuvatka din raionul Kobeleakî, regiunea Poltava, Ucraina.

## Demografie
Componența lingvistică a localității Demenkî
     Ucraineană (95,25%)
     Rusă (4,23%)
     Alte limbi (0,36%)
Conform recensământului din 2001, majoritatea populației localității Demenkî era vorbitoare de ucraineană (95,25%), existând în minoritate și vorbitori de rusă (4,23%).